# Musée maritime d'Aberdeen

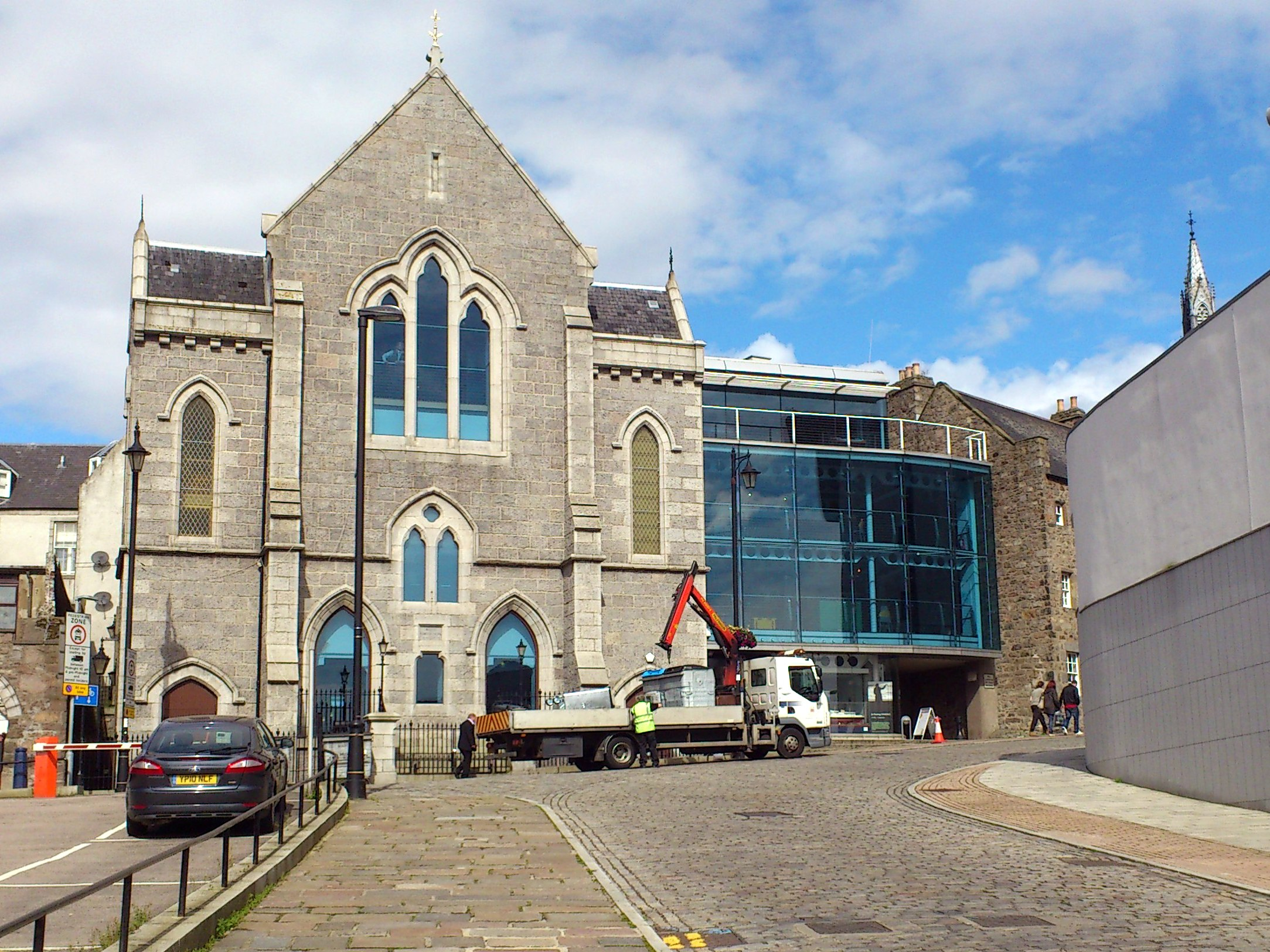
Façade : l'ancien temple puritain.

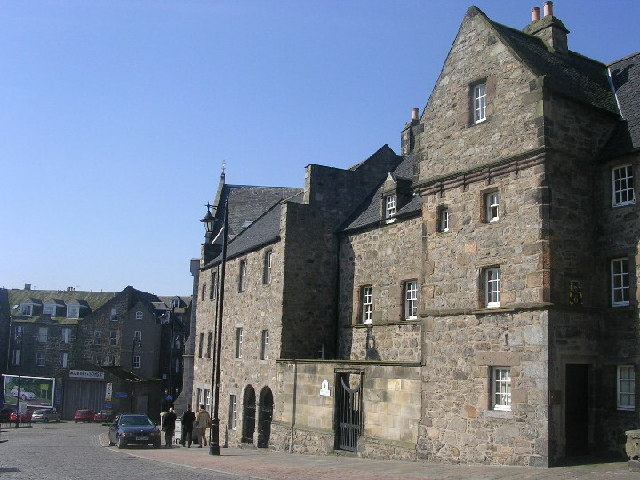
L'hôtel particulier du prévôt Ross abrite l'essentiel du musée.

Le Musée Maritime d'Aberdeen se trouve le long du boulevard historique de Shiprow, près du port d'Aberdeen. Il occupe différents immeubles, dont l'ancien temple Congrégationaliste de la  Sainte-Trinité et la maison du prévôt Ross, l'une des plus anciennes de la ville.
Ce musée témoigne des liens intimes entre la ville et le trafic en Mer du Nord.

## Histoire
L'hôtel particulier qui forme aujourd'hui l'essentiel du musée a été construit en 1593 par le maître-maçon Andrew Jamieson, puis agrandi vers le sud en 1710. En 1702, un armateur, le prévôt John Ross d'Arnage, en fit sa résidence. Au XIXe siècle, c'était un immeuble de rapport, déclaré insalubre en 1950. En 1984, le National Trust for Scotland l'acheta pour le louer au conseil municipal d'Aberdeen avec la convention d'en faire un musée. Quelques années plus tard, le conseil fit l'acquisition du temple Congrégationaliste de la  Sainte-Trinité pour pouvoir agrandir le musée. Il ouvrit ses portes en 1997.
Ses collections comprennent des vestiges sur la construction navale en charpente, les bricks et clippers, la pêche et l'histoire du port, et expliquent le fonctionnement des forages pétroliers en Mer du Nord.

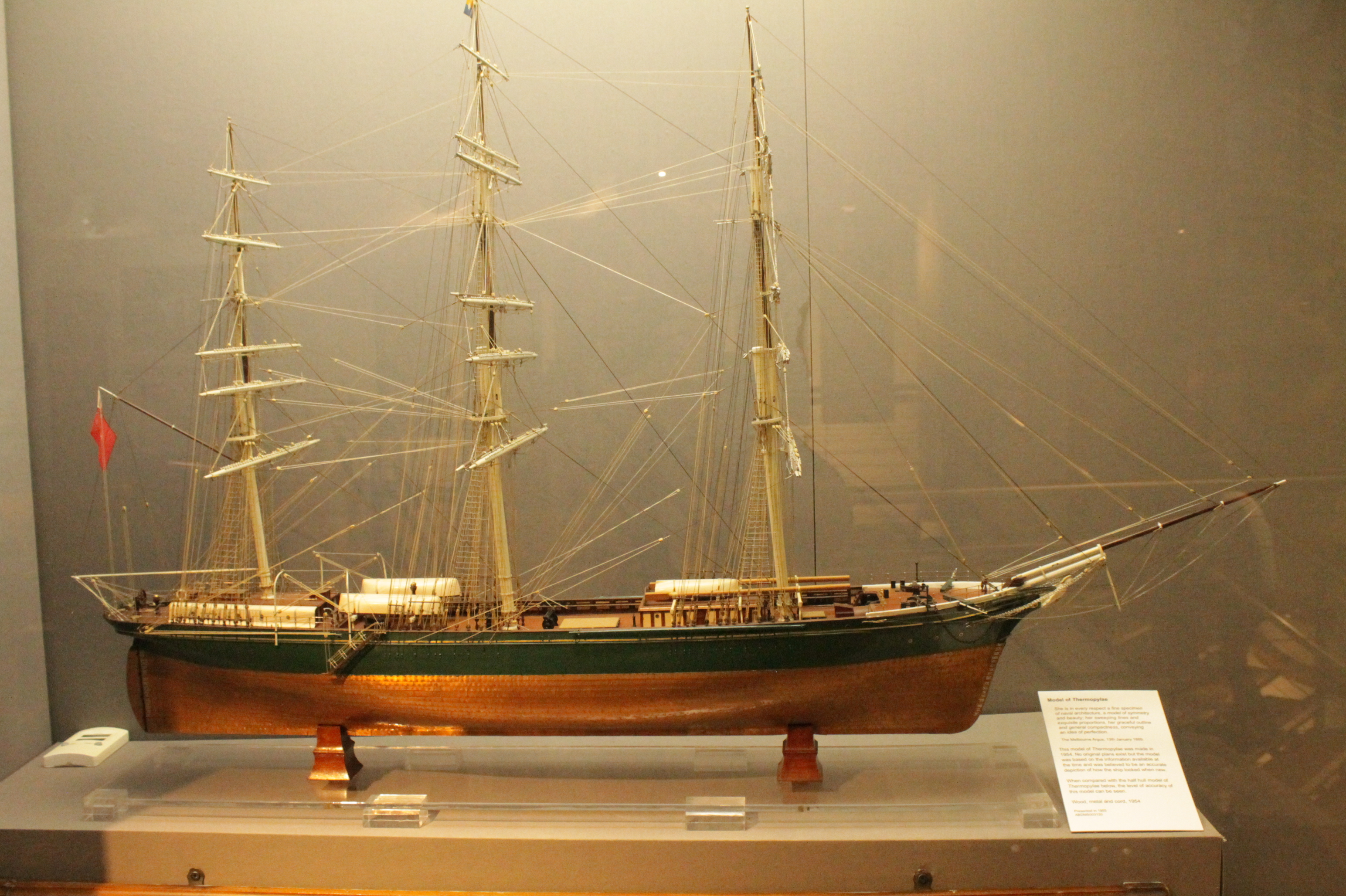
Maquette du brick Thermopylae
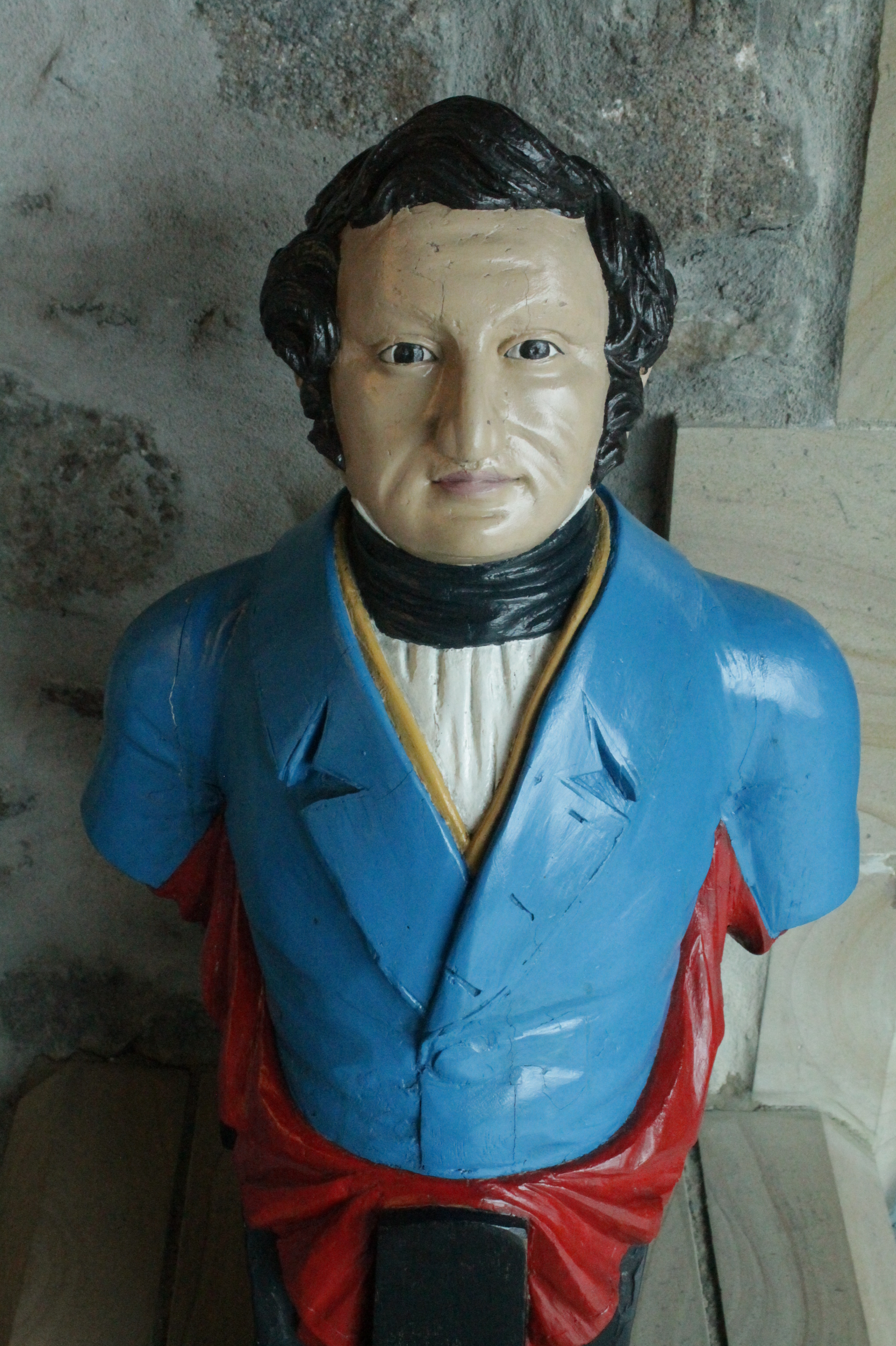
Effigie en bois du pépiniériste Thomas Blaikie
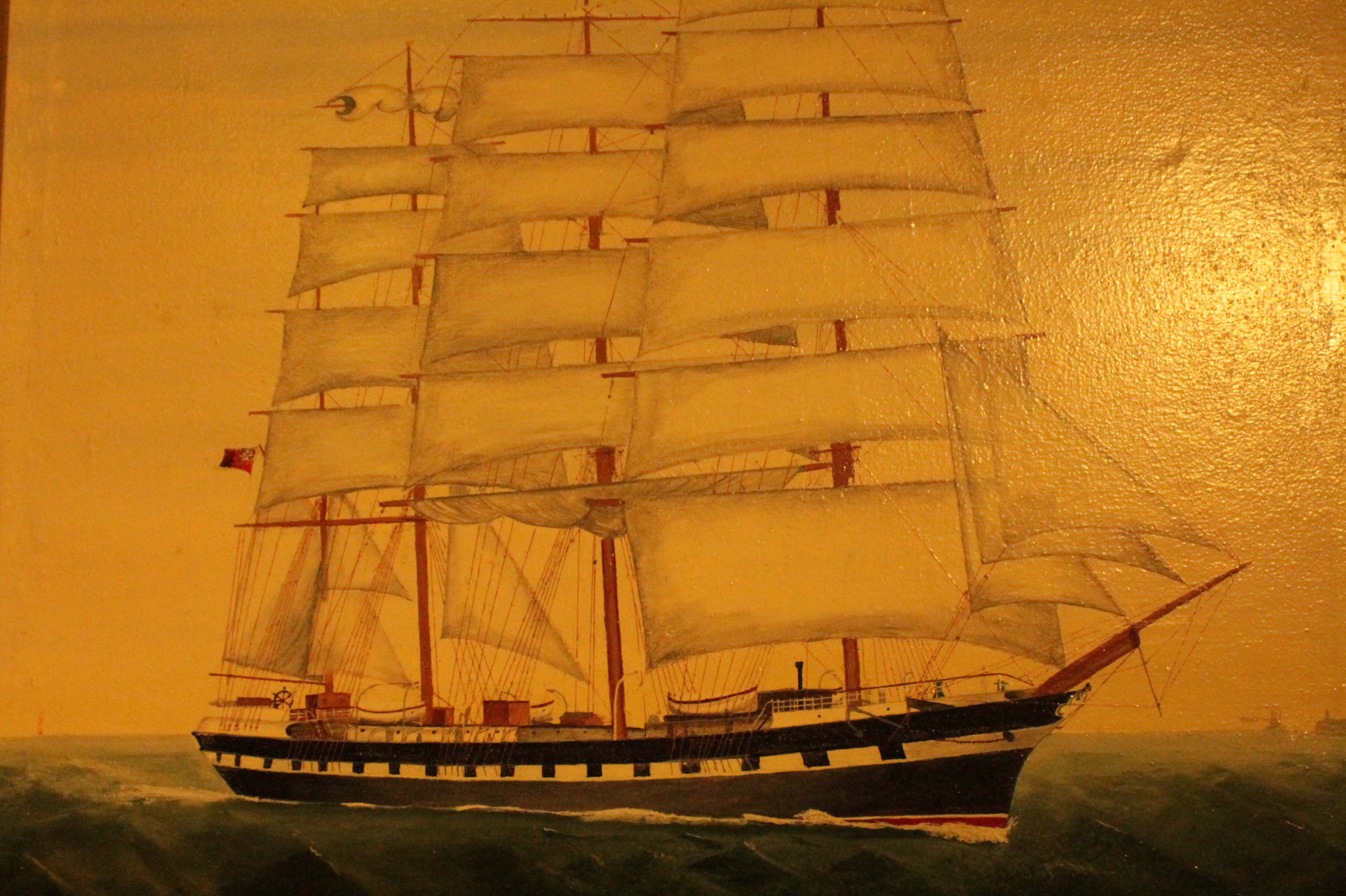
Le clipper Port Jackson affrété par Alexander Hall & Sons
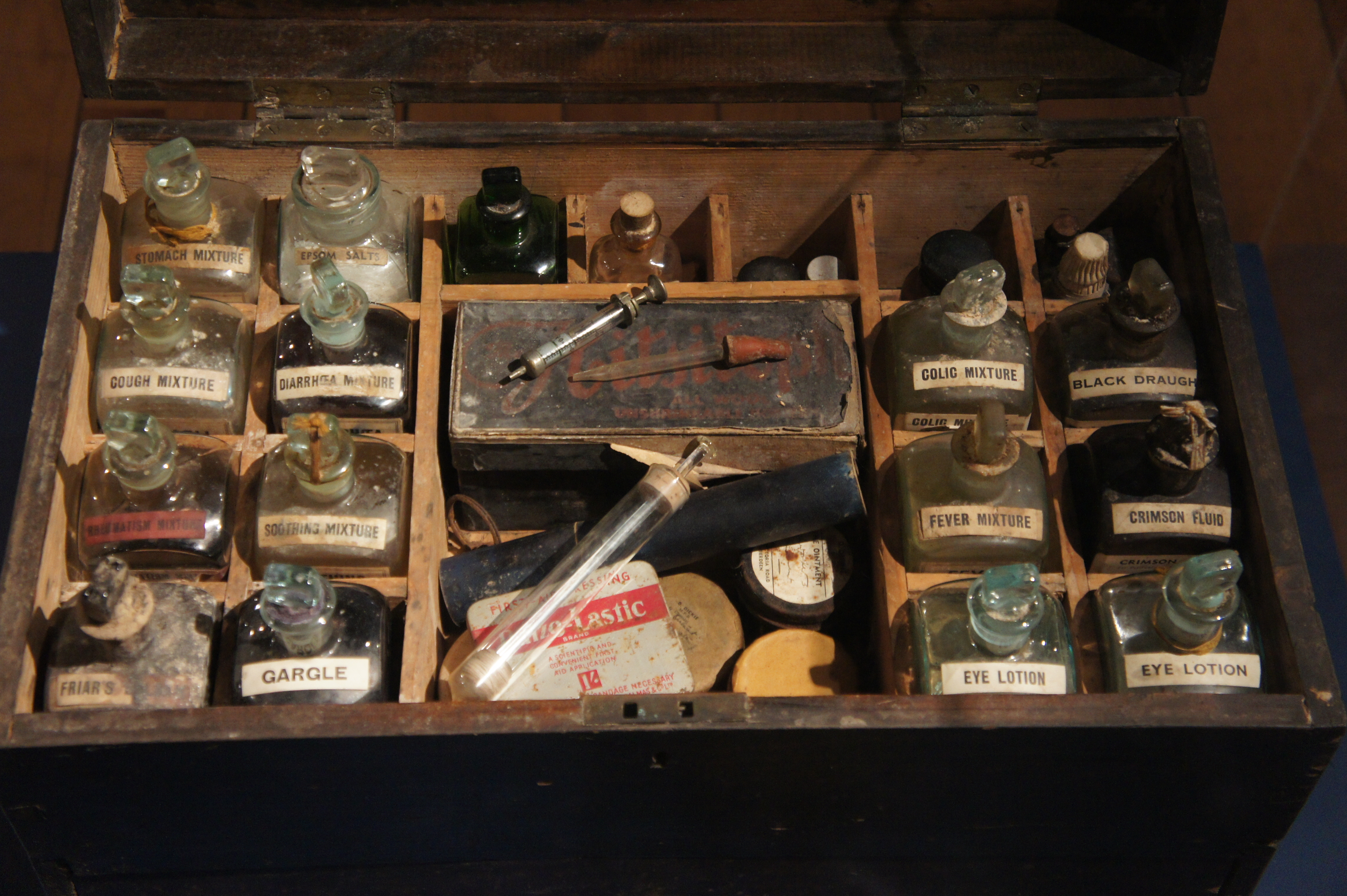
Nécessaire de premiers soins
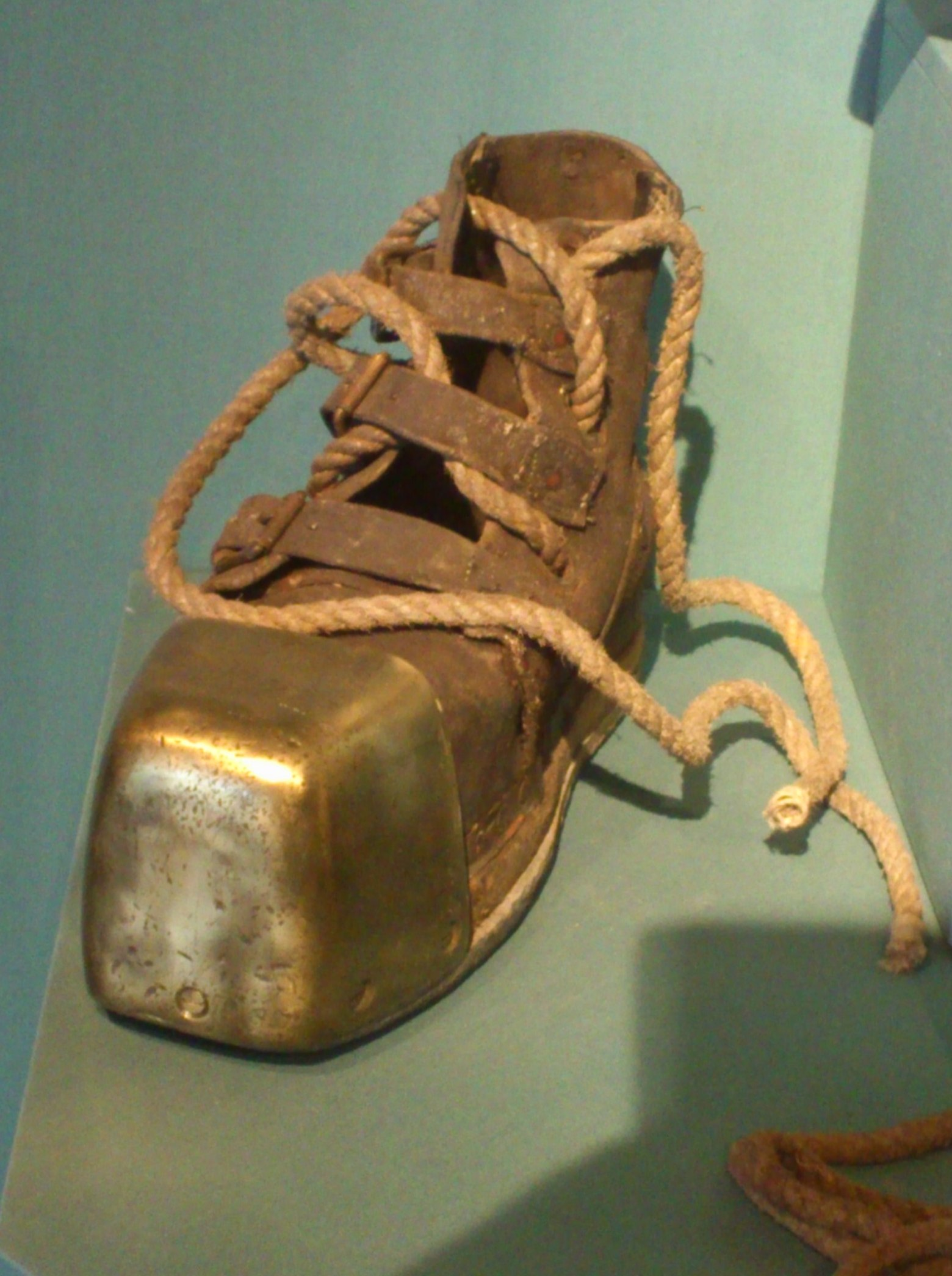
Bottes lestés pour la plongée
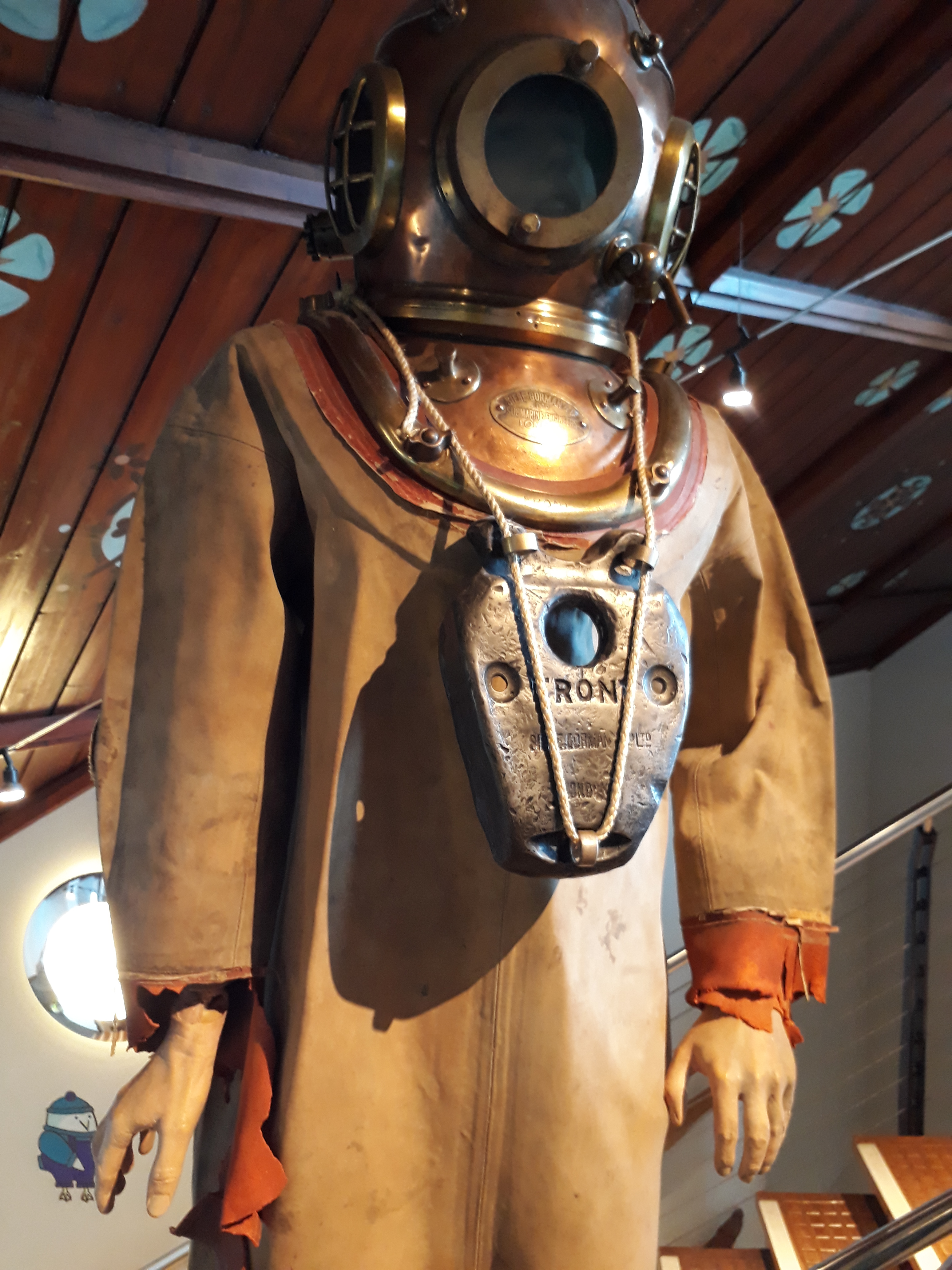
Scaphandre

## Voir également
- Liste de musées en Écosse
- Site internet du Conseil municipal d'Aberdeen
- Site internet des navires historiques d'Aberdeen
- Site internet Aberdeen Quest
- Travel-Island.com Photo Photothèque dy Musée Maritime d'Aberdeen